# Ligue des communistes de Macédoine

Drapeau de la Ligue des communistes de Macédoine.

La Ligue des communistes de Macédoine (en macédonien : Сојуз на комунистите на Македонија (Sojuz na Komunistite na Makedonija), СКМ), abrégée LCM, est la branche macédonienne de la Ligue des communistes de Yougoslavie, unique parti yougoslave autorisé entre 1945 et 1989. Le parti est nommé à l'origine Parti communiste de Macédoine (macédonien : Комунистичка партија на Македонија (Komunistichka partija na Makedonija), KPM) durant la guerre de résistance en Macédoine en 1943 avant d'être renommé en 1952, sur fond de rupture entre Tito et l'URSS. Il est à nouveau renommé en Ligue des communistes de Macédoine - Parti du changement démocratique pour refléter l'introduction du pluralisme politique en 1990.
Le parti donne naissance à plusieurs autres, dont l'Union sociale-démocrate de Macédoine.

## Histoire
Pendant la Seconde Guerre mondiale, en 1941 et tout au long de l'année1942, la résistance contre les puissances de l’Axe en Macédoine tarde, par rapport à d’autres régions de Yougoslavie. La situation commence à changer à la fin 1942 et après février 1943, lorsque l'envoyé de Tito, Svetozar Vukmanović, arrive en Macédoine en tant que représentant du comité central du Parti communiste de Yougoslavie et du Conseil antifasciste pour la libération nationale de la Yougoslavie (AVNOJ). Le quartier général suprême de l'AVNOJ se rend compte que pour garantir une participation massive des Macédoniens, il lui faudrait « macédoniser » la forme et le contenu de la lutte, en lui donnant une façade macédonienne. Le plan du Parti communiste de Yougoslavie est de permettre au parti d'opérer uniquement dans la Macédoine du Vardar et d'inclure uniquement des militants fidèles à l'agenda yougoslave.
Le Parti communiste de Macédoine (PCM) est créé le 19 mars 1943 par le Parti communiste de Yougoslavie à Tetovo, dans la zone d'occupation italienne (actuelle Macédoine du Nord), sur la base de l'ancien Comité régional des communistes de Macédoine. Le premier Comité central est composé de Kuzman Josifovski Pitu, Bane Andreïev, Cvetko Uzunovski, Strahil Gigov, Mara Naceva et Lazar Koliševski. Naceva et Koliševski sont absents car ils sont alors emprisonnés en Bulgarie. Après 1944, le PCM devient le principal parti au pouvoir en République populaire de Macédoine. Le premier congrès du parti a lieu en 1948. Le PCM est rebaptisé Ligue des communistes de Macédoine (LCM) en avril 1952. Le parti est sous le contrôle des Macédoniens, qui dominent l'effectif. Sous la direction du Parti communiste de Yougoslavie (PCY), il réglemente les relations de la nouvelle république avec les minorités ethniques et définit les relations interethniques. Au cours de l'année 1989, pendant les révolutions menant à la chute des régimes communistes, la LCM s'engage à introduire le multipartisme en République socialiste de Macédoine. Le parti est alors rebaptisé Ligue des communistes de Macédoine – Parti pour le changement démocratique. Le parti participe aux premières élections libres multipartites l’année suivante. En 1991, le parti est remplacé par l'Union sociale-démocrate de Macédoine et d'autres partis s'en revendiquent, qui promeuvent l'État de droit et les privatisations et militent pour une ouverture vers l'Europe,,.

## Dirigeants
Présidents de la Ligue des communistes :
1. Lazar Koliševski (mars 1943 - juillet 1963) (1914-2000 †)
2. Krste Crvenkovski (juillet 1963 - mars 1969) (1921-2001 †)
3. Angel Čemerski (mars 1969 - mai 1982) (1923-2005 †)
4. Krste Markovski (mai 1982 -  5 mai 1984) (né en 1925)
5. Milan Pančevski (5 mai 1984 - juin 1986) (né en 1935)
6. Jakov Lazarovski (juin 1986 - 1989) (né en 1949)
7. Petar Gošev (1989 - avril 1991) (né en 1948)[6]